# Karshi Womens 2 2012
Il Karshi Womens 2 2012 è stato un torneo di tennis facente parte della categoria ITF Women's Circuit nell'ambito dell'ITF Women's Circuit 2012. Il torneo si è giocato a Karshi in Uzbekistan dal 4 al 10 giugno 2012 su campi in cemento e aveva un montepremi di $25,000.

## Vincitori

### Singolare
Nadežda Kičenok ha battuto in finale  Tadeja Majerič con il punteggio di 6–3, 7–6(3).

### Doppio
Valentina Ivachnenko /  Kateryna Kozlova hanno battuto in finale  Veronika Kapšaj /  Teodora Mirčić con il punteggio di 7–5, 6–3.